# Breganze Torcolato
Il Breganze Torcolato, anche detto Pasquale, è un vino passito DOC la cui produzione è consentita nella provincia di Vicenza.

## Caratteristiche organolettiche
- colore: da giallo oro a giallo ambrato carico
- odore: profumo intenso, caratteristico di miele, uva passita, vaniglia, albicocca e legni nobili.
- sapore: da abboccato a dolce, armonico, vellutato, deciso, con o senza presenza gradevole di legno

## Abbinamenti consigliati
Le caratteristiche uniche del Torcolato lo rendono un vino versatile, adatto ad accompagnare una vasta gamma di piatti e occasioni. 
Per quanto riguarda i dessert, il Torcolato si sposa perfettamente con dolci a base di frutta secca, come torte alle noci o la Gubana (friulana). La sua dolcezza avvolgente e i suoi aromi complessi si combinano magnificamente con i sapori intensi della frutta secca, creando un'esperienza gustativa unica.
Il Torcolato, però, non si limita solo ai dessert: è anche un ottimo compagno per formaggi a lunga stagionatura (es. Parmigiano Reggiano o Asiago stravecchio), formaggi erborinati (es. Gorgonzola) e foie gras. La sua morbida componente zuccherina contrasta piacevolmente con la sapidità e la complessità dei formaggi, creando un abbinamento sorprendente e delizioso. Inoltre, con ogni buon passito che si rispetti, può essere apprezzato da solo come un vero e proprio momento di piacere e relax 

## Produzione
Provincia, stagione, volume in ettolitri
- Vicenza  (1995/96)  175,8
- Vicenza  (1996/97)  245,55